# Dálnice v Bělorusku

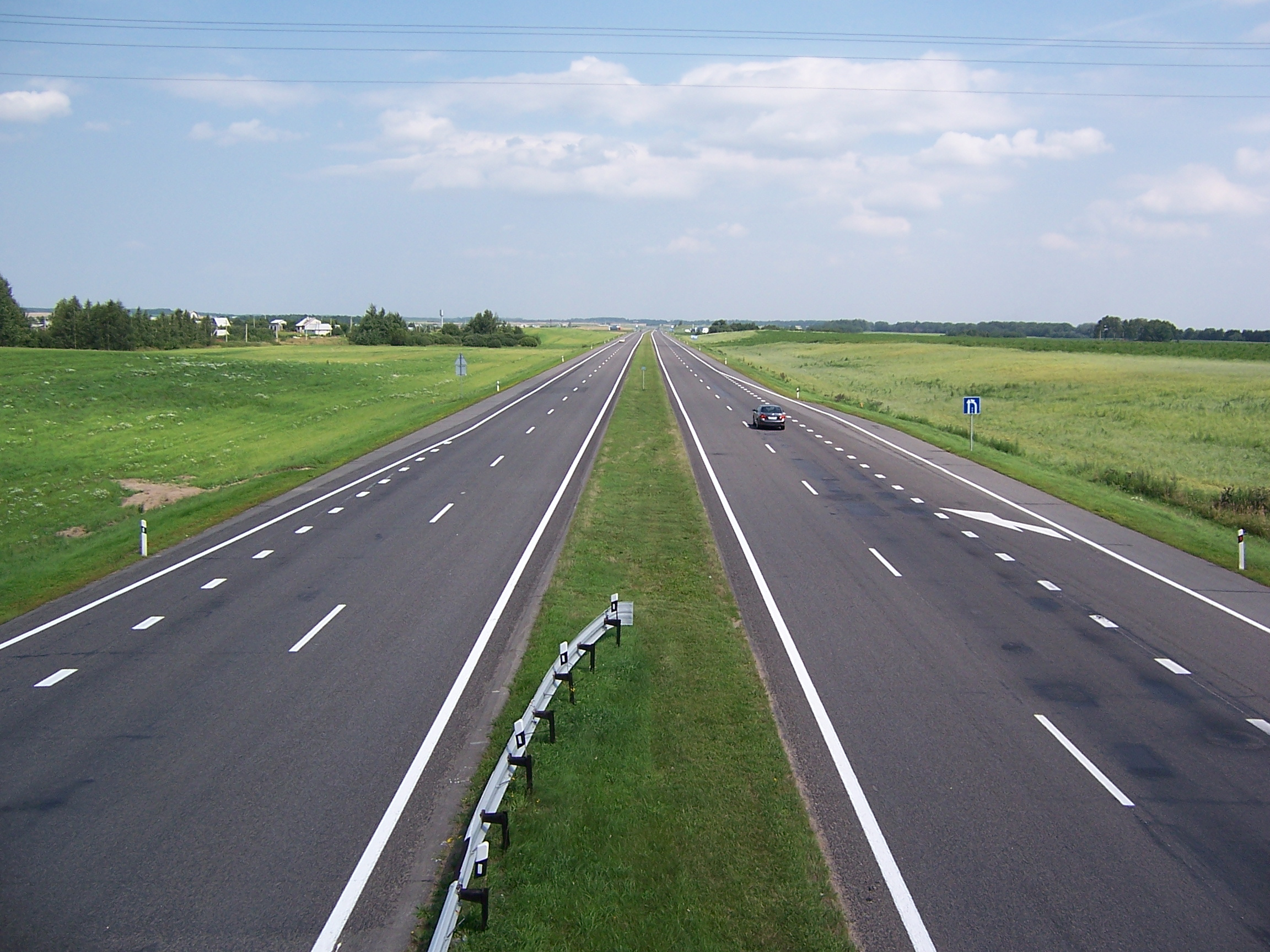
Běloruská dálnice M1

Dálnice v Bělorusku tvoří především 4-proudé silnice. Bělorusko se nenachází v Evropské unii, nemá tudíž žádné mezinárodní předpisy pro klasifikaci dálnice a tak jsou za dálnice považovány i cesty, které nevyhovují evropským standardům. Na mnoha místech např. jízdní pruhy neodděluje dělicí středový pás a oba směry dělí jen dvojitá plná čára, na dálnicích se vyskytují jednoúrovňové křižovatky i přechody pro chodce, někde se jedná pouze o dvouproudové silnice. Maximální povolená rychlost na dálnicích je pro osobní automobily 110 km/h. Na běloruských dálnicích funguje mýtný systém pro všechna vozidla, zpoplatněné však nejsou všechny úseky. Bělorusko leží na důležité dopravní trase, tvoří spojnici Ruska a Evropy.

## Seznam dálnic

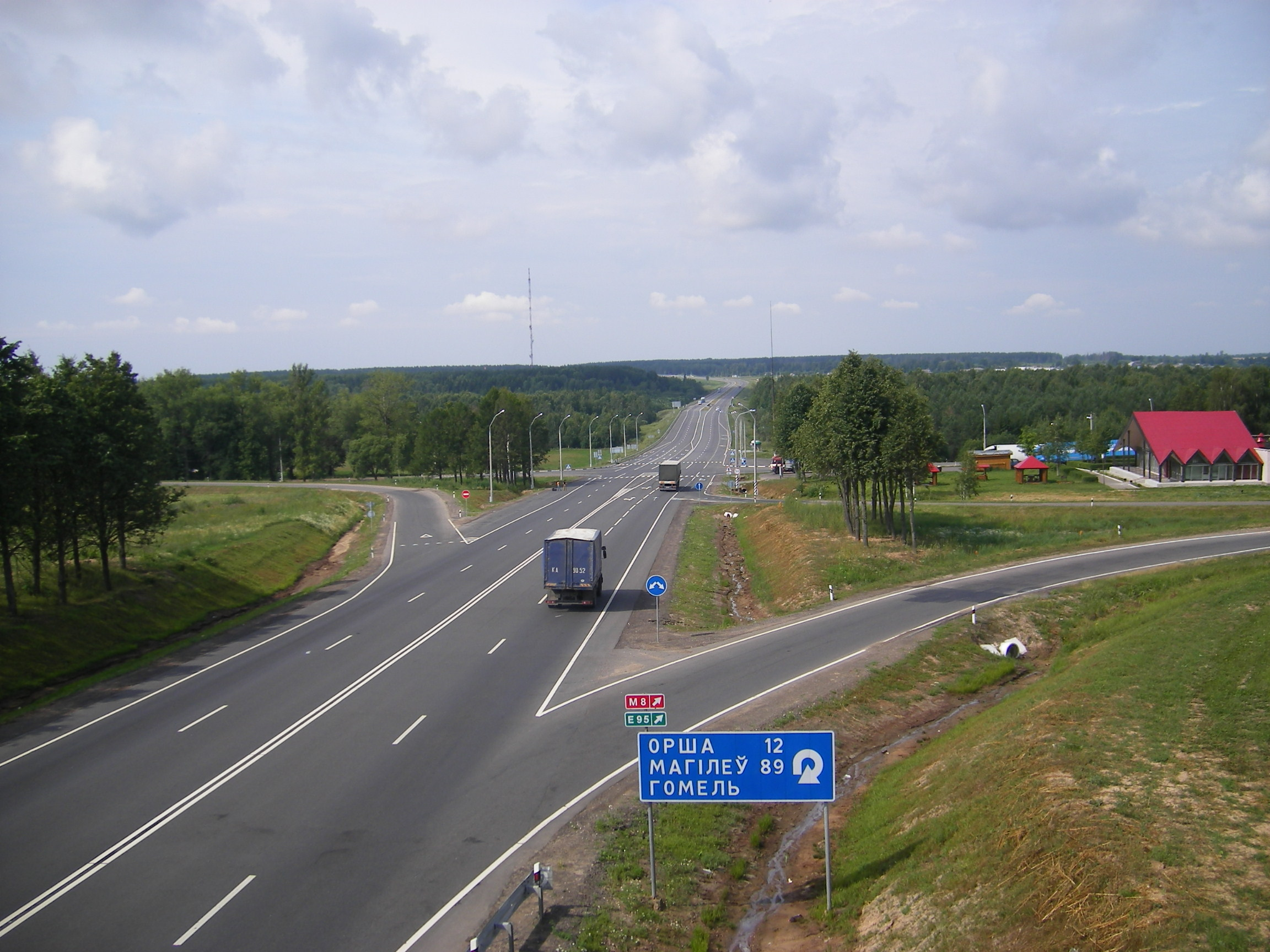
Dálnice M1 ve městě Orscha

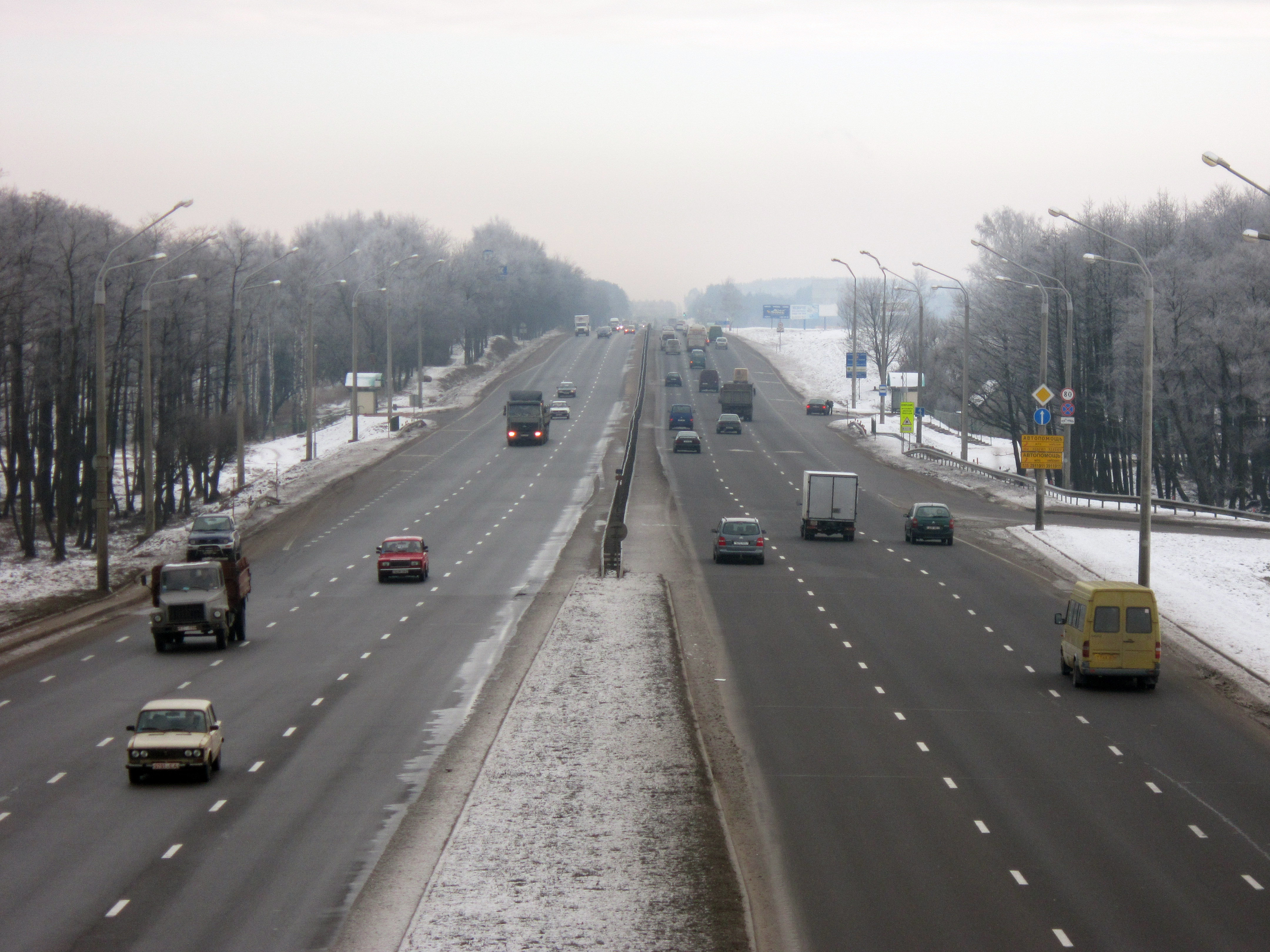
Dálnice M4 v Minsku

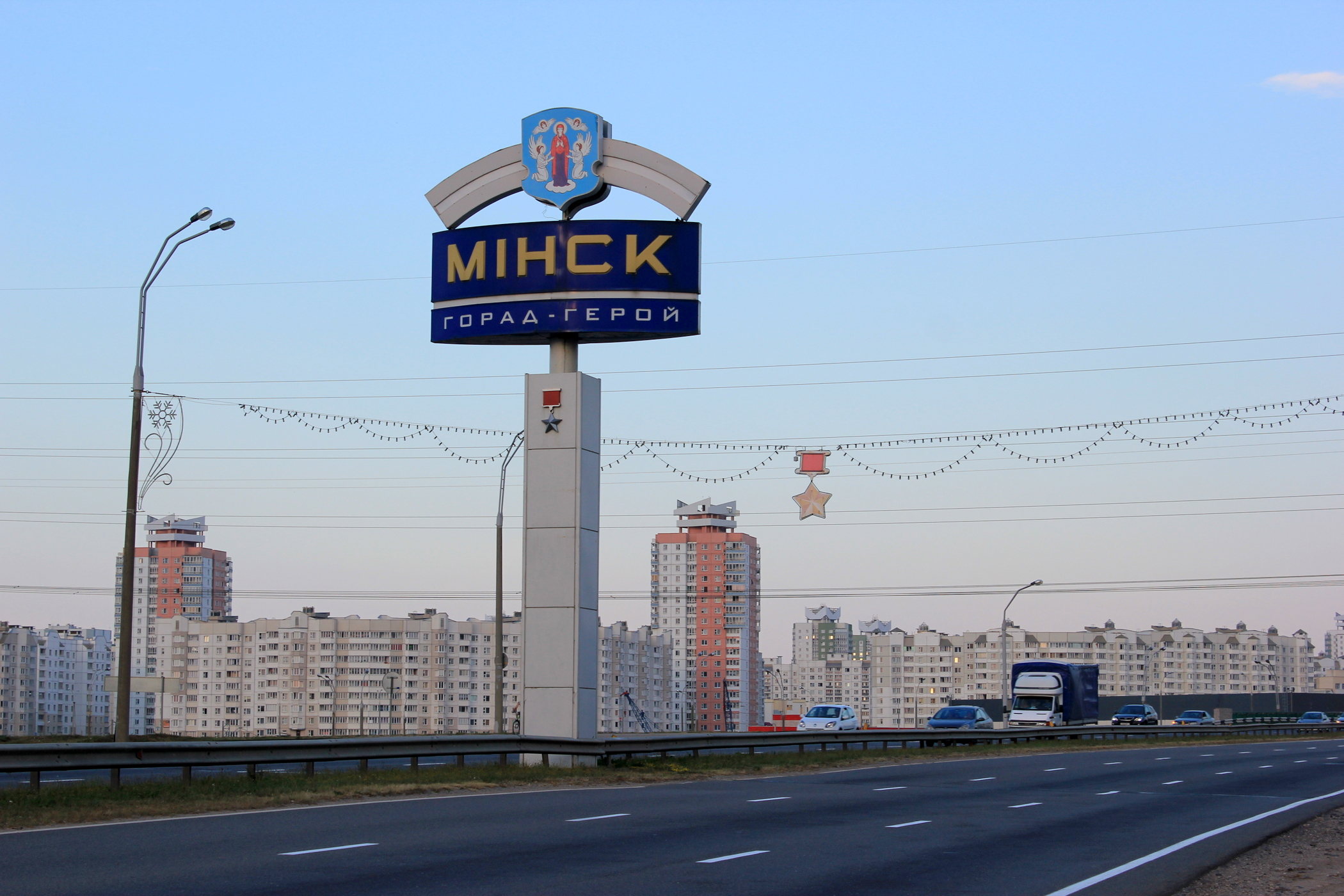
Dálnice M6 u vjezdu do Minsku

Dálnice v Bělorusku jsou označovány písmenem M (podle mahistral, v azbuce магістраль).

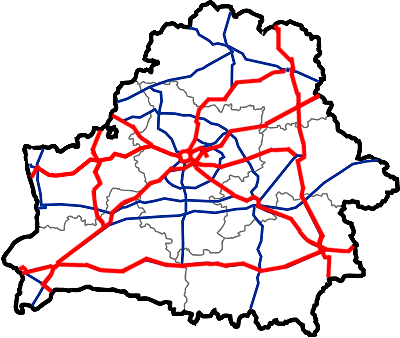
Schéma běloruské dálniční sítě
červeně - dálnice modře - silnice I. třídy

| Číslo       | Mapa             | Trasa                                                                                  | Celková délka (km) |
| ----------- | ---------------- | -------------------------------------------------------------------------------------- | ------------------ |
| Dálnice M1  | Mapa Dálnice M1  | Polsko (Dálnice A2) - Brest - Baranavičy - Minsk - Barysaŭ - Orša - Rusko (Dálnice M1) | 611                |
| Dálnice M2  | Mapa Dálnice M2  | Minsk - Minsk                                                                          | 34                 |
| Dálnice M3  | Mapa Dálnice M3  | Minsk - Lepel - Vitebsk                                                                | 253                |
| Dálnice M4  | Mapa Dálnice M4  | Minsk - Mohylev                                                                        | 182                |
| Dálnice M5  | Mapa Dálnice M5  | Minsk - Babrujsk - Homel                                                               | 296                |
| Dálnice M6  | Mapa Dálnice M6  | Minsk - Grodno                                                                         | 262                |
| Dálnice M7  | Mapa Dálnice M7  | Minsk - Ašmjany - Litva (Dálnice A3)                                                   | 139                |
| Dálnice M8  | Mapa Dálnice M8  | (Dálnice M20) - Hurki - Vitebsk - Orša - Mohylev - Homel - Ukrajina (Dálnice M01)      | 465                |
| Dálnice M9  | Mapa Dálnice M9  | Minský vnitřní okruh                                                                   | 56                 |
| Dálnice M10 | Mapa Dálnice M10 | Brest - Pinsk - Mazyr - Homel - Rusko (Dálnice M13)                                    | 526                |
| Dálnice M11 | Mapa Dálnice M11 | (M1) - Slonim - Lida - Litva (Dálnice A15)                                             | 191                |
| Dálnice M12 | Mapa Dálnice M12 | Kobryn - Makrany - Ukrajina                                                            | 55                 |
| Dálnice M14 |                  | Minský vnější okruh                                                                    | 160 (plánováno)    |